# Alphesiboca similis
Alphesiboca similis är en insektsart som först beskrevs av Schmidt 1911.  Alphesiboca similis ingår i släktet Alphesiboca och familjen Tropiduchidae. Inga underarter finns listade i Catalogue of Life.